# Pronophila deverra
Pronophila deverra är en fjärilsart som beskrevs av Otto Thieme 1906. Pronophila deverra ingår i släktet Pronophila och familjen praktfjärilar. Inga underarter finns listade i Catalogue of Life.